# SV Föhren
Der Sportverein Föhren 1920 e.V. ist ein deutscher Sportverein mit Sitz in Föhren im rheinland-pfälzischen Landkreis Trier-Saarburg.

## Geschichte

### Fußball
Die Fußballmannschaft spielte in der Saison 1950/51 in der damals zweithöchsten Liga, der Landesliga Rheinland und belegte dort am Ende der Saison den zehnten Platz der Staffel Süd.
Nach der Saison 2002/03 erlangte die erste Mannschaft in der Kreisliga A Trier-Saarburg den ersten Platz, jedoch stieg die Mannschaft nicht auf. Nach mehreren Saisons auf den vorderen Plätzen, gelang der Mannschaft erst wieder am Ende der Saison 2007/08 der Meistertitel. Zur nächsten Saison stieg die Mannschaft dann schließlich auch in die Bezirksliga West auf und erlangte in der ersten Saison dort den 13. Platz auf der Tabelle. Die Zeit in der Bezirksliga hielt bis zur Saison 2013/14, nach welcher die Mannschaft bedingt durch den 15. Platz und 32 Punkten als Vorletzter abstieg. In der darauffolgenden Saison gelang sogleich aber mit 66 Punkten wieder der Meistertitel in der Kreisliga A. Zurück in der Bezirksliga konnte die Mannschaft sich dann über den 13. Platz am Ende der Saison zwar noch knapp vor dem direkten Abstieg retten. Zur nächsten Saison musste die Mannschaft dann aber wieder in der Kreisliga A antreten und landete dort auch nur auf dem vierten Platz. In dieser Liga spielt die Mannschaft auch heute noch.

### Tischtennis
Der Verein besitzt fünf Herren-Mannschaften sowie zwei Jugendmannschaften, welche am Spielbetrieb teilnehmen. Die erste Mannschaft spielt zurzeit in der Kreisliga Wittlich.

## Bekannte Fußballspieler
- Sebastian Pelzer
- Jan Thielmann